# Orientkilli
Orientkilli (Aphanius mento) är en fiskart som först beskrevs av Heckel, 1843.  Orientkilli ingår i släktet Aphanius och familjen Cyprinodontidae. Inga underarter finns listade i Catalogue of Life.